# Splot (anatomia)
Trwa dyskusja nad usunięciem tego artykułu, kliknij i weź w niej udział.
Splot (łac. plexus) – sieć łącząca struktury jednego typu.

## Znaczenia szczegółowe

### Układ nerwowy
Połączenia neuronów u zwierząt noszą nazwę splotów nerwowych. Stanowi on układ nerwowy jamochłonów, a także występuje w zmodyfikowanej formie u płazińców. Nerwy symetrycznych szkarłupni także posiadają sploty nerwowe, leżące pod ektodermą. U kręgowców nerwy rozgałęziają się i ponownie łączą w niektórych okolicach ciała, jak np. splot ramienny tworzony przez gałęzie przednie nerwów rdzeniowych.
U człowieka wyróżniono prawie 100 splotów, z których najważniejszymi są: splot szyjny, splot ramienny, splot lędźwiowy i splot krzyżowy. Występują także w autonomicznym układzie nerwowym (zobacz: sploty autonomiczne).

### Układ krwionośny
Sploty występują w układzie krwionośnym jako sieci naczyń krwionośnych. Przykładem jest splot naczyniówkowy mózgowia. U człowieka wyróżniono wiele splotów naczyniowych.

Przeczytaj ostrzeżenie dotyczące informacji medycznych i pokrewnych zamieszczonych w Wikipedii.